# Lady Helen's Escapade
Lady Helen's Escapade è un film del 1909 diretto da David Wark Griffith. Il cortometraggio fu prodotto dall'American Mutoscope & Biograph Company e girato a Fort Lee (New Jersey). Il copyright fu registrato il 14 aprile 1909 con il numero H125727, e il film uscì nelle sale cinematografiche statunitensi cinque giorni dopo. Fu proiettato in coppia con un altro cortometraggio di Griffith, A Troublesome Satchel.
Nel 2004 fu scelto per essere conservato nel National Film Registry della Biblioteca del Congresso degli Stati Uniti.

## Trama
Lady Helen, un'annoiata signora dell'alta società, si trova un lavoro sotto mentite spoglie come domestica in una pensione. Qui conosce un giovane violinista di cui si innamora, provocando la gelosia delle pensionanti che la accusano del furto del violino del musicista. Lady Helen, allora, torna a casa sua. Potrà, così, trovare il modo di aiutare il giovane artista a conquistarsi una posizione che li porterà a una felice unione.